# Dance of Death
Dance of death —en español: Danza de la muerte— es el decimotercer álbum de estudio de la banda británica de heavy metal Iron Maiden lanzado el 8 de septiembre de 2003.
Este álbum marca la primera participación en composición de Nicko McBrain, quien coescribió la canción «New Frontier» siendo la primera vez (y única hasta ahora) en la que todos los miembros de la banda obtienen crédito por composición de letras. El mensaje habitual de la banda en cada álbum (una variante de la línea "Up the Irons!") está ausente también.  A veces se dice erróneamente que Steve Harris realiza todas las partes de teclado en el álbum y no se da crédito al colaborador habitual de la banda Michael Kenney, pero esto es en realidad debido a un descuido en la impresión del álbum.
El «Dance of Death World Tour» fue la gira soporte del álbum. Durante Dance of Death, Dickinson usa máscaras de teatro y una capa mientras se mueve alrededor del escenario, al final se viste como la parca para el coro final. Durante la canción «Paschendale», Dickinson a veces usa el desgastado traje tradicional británico de infantería, traje usado durante la Primera Guerra Mundial y actúa su muerte en el escenario durante la canción. 
El título del álbum se refiere a una alegoría del Medievo tardío sobre la universalidad de la muerte: No importa la posición de uno en la vida, la Danza de la Muerte une a todos. Esta imagen es también conocida como danza macabra.

## Canciones
La canción «Montségur» fue inspirada por las vacaciones que Bruce Dickinson pasó en su estancia cerca de Montsegur, el último bastión de los cátaros arrasado por la cruzada albigense en 1244. Las letras incluyen versos como "maten a todos, Dios sabrá elegir a los suyos", refiriéndose a una conocida cita del legado papal antes de la masacre de miles de personas en Béziers en 1209, y menciones de "Templarios creyentes", como es frecuente y popular creencia hoy en día de que existe algún vínculo entre los Caballeros Templarios, cátaros y Montsegur. 
La canción «Paschendale» trata de La Batalla de Passchendaele en la Primera Guerra Mundial.
Según el guitarrista Janick Gers, la canción Dance of Death se inspiró en la escena final de la película El séptimo sello la cual "estas figuras en el horizonte comienzan a hacer un pequeño baile, que es la danza de la muerte".
«Face in the Sand» está basada en la cobertura mediática que rodeó la Guerra de Irak, que tuvo lugar mientras se grababa el álbum. Dickinson explico: "Recuerdo que pensaba en las arenas del desierto como una imagen y en cómo se mueven y cambian con el tiempo. En concreto, lo que estaba pensando era que, independientemente de los imperios que construyas (ya sean británicos, estadounidenses, iraquíes o lo que sea), todos se derrumbarán y se desvanecerán en algo más. Así que, al menos en mi opinión, lo mejor que puedes esperar, si vas a dejar algo atrás, es solo una huella en la arena". La canción es notable por ser la primera y única pista de Iron Maiden en la que McBrain utiliza un pedal de bombo doble.
«Journeyman» es la primera canción de Iron Maiden completamente acústica. Bruce Dickinson, antes de tocar la canción en Death on the Road, el álbum en vivo, dijo que ésta trata sobre "todo el proceso de escribir canciones y ser un músico", aunque la letra parece estar más centrada en apreciar la vida. La versión original aparece en el EP No More Lies
Otros temas líricos son los acontecimientos actuales en el mundo («Face in the Sand», «Age of Innocence», «New Frontier») la religión («No More Lies», «Montségur») y la autorrealización («Wildest Dreams»,  hombre que experimenta la Danza de la Muerte y tiene muchas similitudes con el poema «Tam o'Shanter» y «El Número de la Bestia». El álbum es también notable por su influencia celta en las melodías de guitarra, especialmente el título de pista, «No More Lies» y «Montségur».

## Lista de canciones
| N.º   | Título              | Escritor(es)                | Duración |  |
| 1.    | «Wildest Dreams»    | Smith / Harris              | 3:52     |  |
| 2.    | «Rainmaker»         | Murray / Harris / Dickinson | 3:48     |  |
| 3.    | «No More Lies»      | Harris                      | 7:21     |  |
| 4.    | «Montségur»         | Gers / Harris / Dickinson   | 5:50     |  |
| 5.    | «Dance of Death»    | Gers / Harris               | 8:36     |  |
| 6.    | «Gates of Tomorrow» | Gers / Harris / Dickinson   | 5:12     |  |
| 7.    | «New Frontier»      | McBrain / Smith / Dickinson | 5:04     |  |
| 8.    | «Paschendale»       | Smith / Harris              | 8:28     |  |
| 9.    | «Face in the Sand»  | Smith / Harris / Dickinson  | 6:31     |  |
| 10.   | «Age of Innocence»  | Murray / Harris             | 6:10     |  |
| 11.   | «Journeyman»        | Smith / Harris / Dickinson  | 7:06     |  |
| 68:00 |                     |                             |          |  |

## Integrantes
- Steve Harris - bajista
- Bruce Dickinson - vocalista
- Dave Murray - guitarrista
- Adrian Smith - guitarrista
- Janick Gers - guitarrista
- Nicko McBrain - baterista